# He's a Pretender
He's a Pretender è il singolo principale estratto dall'album Groove Patrol del gruppo musicale statunitense High Inergy, prima di sciogliersi nel 1984. Fu pubblicato nel 1983 e raggiunse l'82ª posizione nella classifica generale di Billboard e la 62ª in quella rhythm and blues.

## Versione di LaToya Jackson
He's a Pretender è il secondo singolo estratto dall'album Imagination della cantautrice e ballerina statunitense LaToya Jackson. Fu pubblicato nel 1986 e nella sua prima versione sul lato B conteneva il brano How Do I Tell Them.
Benché si tratti di una cover, questo brano fu lanciato come singolo principale dell'album. Nonostante i problemi finanziari che l'etichetta discografica Private-I Records stava affrontando e la scarsa promozione di cui, come conseguenza, questo disco beneficiò, il singolo riuscì a conquistare la 76ª posizione nella classifica rhythm and blues di Billboard.

### Tracce
1. He's a Pretender (Album Version) – 3:40
2. He's a Pretender (Album Version Instrumental) – 3:40

## Altre versioni
Nel 1985 Jennifer Holliday ne fece una versione per il suo album Say You Love Me.